# 華埠站 (波士頓)
華埠站（英語：Chinatown Station）是波士頓地鐵橙線的車站，位處美國麻省波士頓華盛頓街、埃塞克斯街和博伊尔斯顿街交界。該站鄰近波士頓華埠和華盛頓街劇院區。

## 歷史

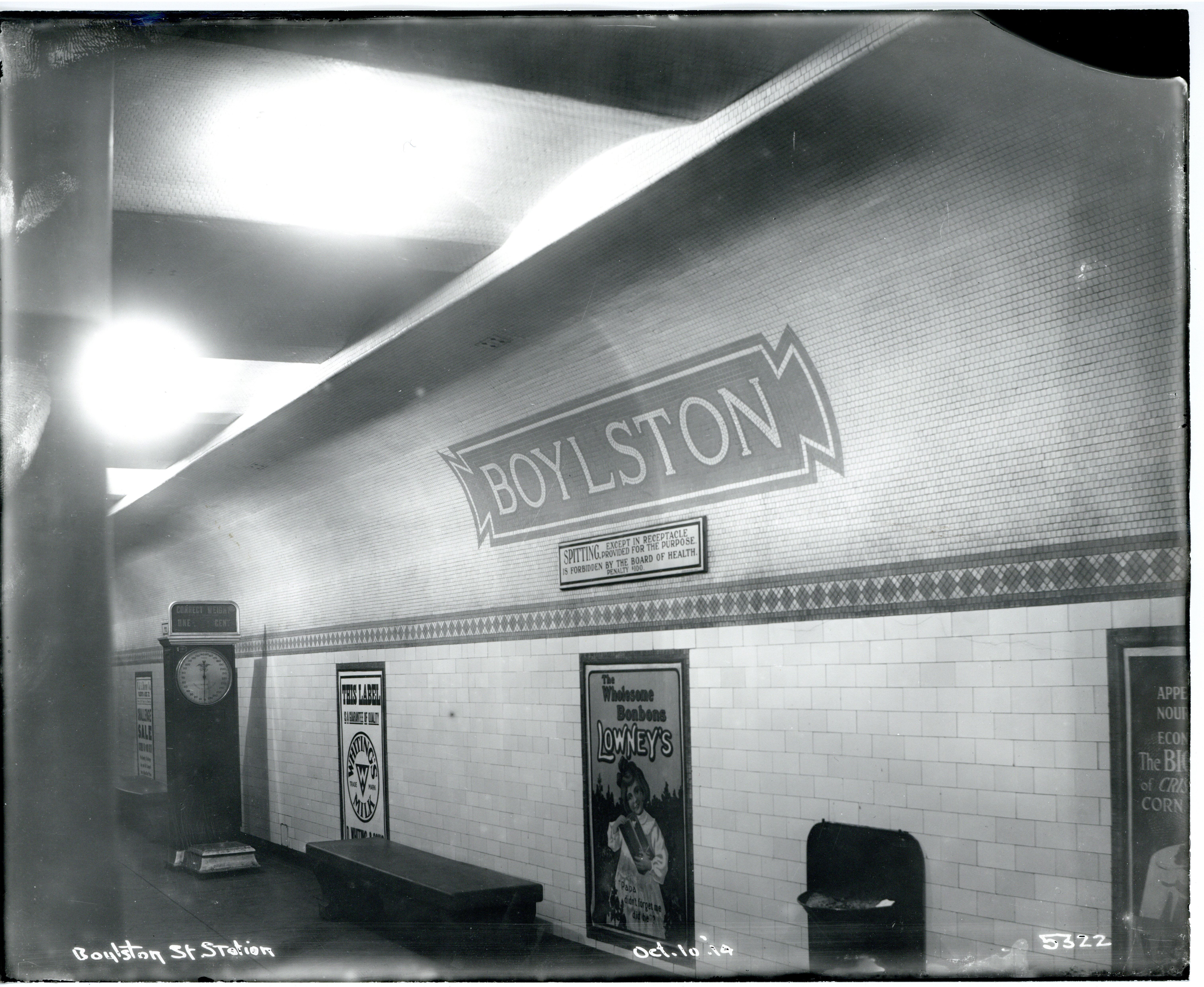
1914年的唐人街站（当时站名为博伊尔斯顿站）

華埠站在1908年11月30日隨華盛頓街隧道開通而啟用。當時波士頓電力鐵路（即後來的波士頓地鐵橙線）由原本行走特里蒙特街隧道改為行走華盛頓街隧道。與位處華盛頓街隧道的其他車站一樣，雙向月台大幅度分開，並有兩個站名—南行站名為博伊尔斯顿站，北行站則稱為埃塞克斯站。
1967年2月11日，橙線車站大幅度改名，整个车站统一命名为埃塞克斯站。1987年5月4日，隨著西南走廊開通，埃塞克斯站改名為華埠站。1972年之前，在拉格朗日街和海沃德廣場交界設有出入口，在1972年關閉後用作緊急出口之用。一條連接南北行月台的地底通道曾經存在，但在1908年車站啟用前已封閉。
1986年4月2日，车站进行现代化升级工程得到批复，5月30日正式开始施工，共花费330万美元。车站升级改造工程为车站北行方向站台增加电梯。2002年，南行方向站台也增加了电梯，至此唐人街站彻底为无障碍车站。
2002年7月20日，銀線達德利广场至市中心十字段開通。2009年10月15日，前往波士頓南站的路線開通。

## 車站構造
華埠站的兩個月台互不連接。車站入口位處華盛頓街兩邊。北行月台有一個只用作緊急出口的出口。
| G    | 地面               | 出入口                                          |
| G    | 北行               | 往波士頓南站（终点站） · 往市中心十字（终点站） |
| 夹层 |                    | 前往出入口                                      |
| 月台 | 側式月台，右側開門 | 側式月台，右側開門                              |
| 月台 | 南行               | 往森林山（塔夫茨医疗中心）                      |
| 月台 | 北行               | 往橡树林 （市中心十字）                         |
| 月台 | 側式月台，右側開門 |                                                 |

## 外部連結
- 馬塞諸塞灣交通局—華埠站 （页面存档备份，存于）
- Google街景中博伊尔斯顿站／埃塞克斯站出入口的位置 （页面存档备份，存于）